# Esperó de cavaller
L'esperó de cavaller, també rep el nom de Banyeta, Consolda peregrina i Esperó de sembrat (Delphinium peregrinum) és una espècie de planta herbàcia dins la família de les ranunculàcies (Ranunculaceae).

## Descripció
Té tiges erectes de (15-) 30 a 80 cm, pruïnoses, completament pubescents o només en la base. Les fulles inferiors són digitades amb segments gairebé linears, tot i que sovint han caigut ja en temps de florida, les superiors són enteres. Les flors són zigomorfes d'entre 5 a 15 flors d'un bonic color blau violeta, acabades en un esperó de 15 mm recorbat cap amunt formant un raïm. Els sèpals tenen la mateixa consistència i el color dels autèntics pètals. Cadascuna de les flors donarà lloc a tres fol·licles, plens de petites llavors negres. Floreix des del juny al setembre.

## Distribució
Aquesta espècie té una distribució latemediterrània (és a dir la conca del Mediterrani i sobrepassant-la en cert grau).

## Verí
Totes les parts de la planta contenen l'alcaloide delfinidina que és molt tòxic: provoca vòmits i en grans quantitats provoquen la mort. En minúscules quantitats, els extractes s'usen en la fitoteràpia peregrinum.

## Taxonomia
Delphinium peregrinum va ser descrita per Carl von Linné i publicat a Species Plantarum 1: 530, a l'any 1753.
Etimologia
peregrinum: epítet llatí que significa "estranger".
Algunes varietats i formes intraespecífiques
- D. peregrinum var. gracile (DC.) Germà Sennen i Pau
- D. peregrinum f. juncea Willk.
- D. peregrinum var. elongatum Boiss.
- D. peregrinum var. longipes Boiss.
- D. peregrinum L. var. cardiolpetalum (DC.) Jakob Emanuel Lange
- D. peregrinum L. var. confertum Boiss.
- D. peregrinum L. var. halteratum (Sibth. i Sm.) Coss.
- D. peregrinum L. var. junceum (DC.) Bég. i Vacc.
- D. peregrinum L. var. laxum Gatt. i Maire
- D. peregrinum L. var. macrosiphon Sennen
- D. peregrinum L. subsp. peregrinum
- D. peregrinum L. var. rifanum Maire & Sennen
- D. peregrinum L. var. verdunense (Balb.) Maire